# Julio López Hernández
Julio López Hernández (Madrid, 1930-ibidem, 8 de mayo de 2018), también conocido como Julio L. Hernández, fue un escultor español.

## Biografía
Su contacto con la escultura es temprano ya que su padre y abuelo eran orfebres. Comienza su formación en la Escuela de Artes Oficios de Madrid y con 19 años en la de Bellas Artes San Fernando. En esta escuela establece amistad con otros artistas como Antonio López García y Lucio Muñoz. En 1962 contrae matrimonio con Esperanza Parada, con la que tiene dos hijas. Obtiene becas del Liceo Francés y la fundación Juan March para realizar viajes a Francia e Italia. Desde 1970 ejerce como profesor de Modelado de la Escuela de Artes y Oficios de Madrid. 
Fue premiado con el Premio Nacional de Artes Plásticas de España en 1982, el 28 de abril de 1986 es elegido académico en la Real Academia de Bellas Artes de San Fernando de Madrid; su discurso de ingreso en abril de 1988 fue La medalla, territorio de lectura.
Falleció en Madrid el 8 de mayo de 2018, a los 88 años de edad.
Su entierro fue en el Cementerio Sacramental de San Isidro de Madrid el 9 de mayo de 2018.

## Trayectoria artística

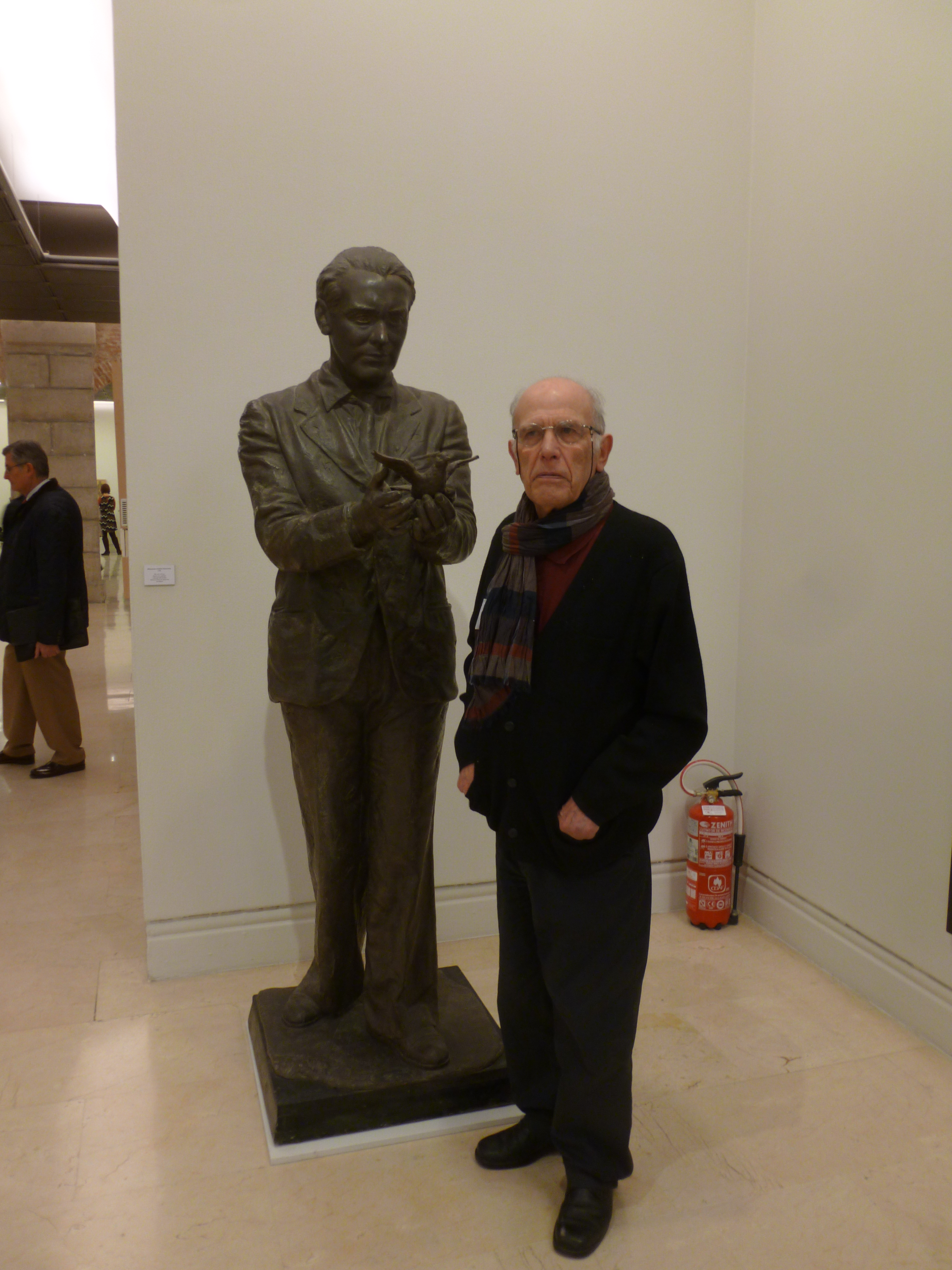
Julio López en la exposición "El camino inverso" (2016) en la Real Academia de Bellas Artes de San Fernando, Madrid.

Comienza trabajando tallas religiosas aunque pronto sus temas se hacen más cotidianos y familiares, creando una especie de imágenes congeladas; el material más empleado en sus figuras es el bronce dándole gran importancia a las texturas. Su trabajo se encuentra en piezas a tamaño natural pero también en medallas. Una de sus series incluye los escritores ganadores de los premios Cervantes, en otras destacan piezas como "el tesoro de Marcela" (1970) o "el umbral" (1997). Entre sus piezas mayores están : Torso de Jorge Manrique en Paredes de Nava (Palencia); Monumentos a Andrés Segovia, a Federico García Lorca, al pintor Sebastián Muñoz; bustos de Fernando de los Ríos, Gerardo Diego, etc. 
En 1951 participa en el proyecto de "Escuela de Escultores de Coca" junto a César Montaña y Eduardo Capa entre otros. Su evolución del expresionismo al realismo permite incluirlo en la "escuela realista madrileña" al lado de Antonio López García, Amalia Avia, Isabel Quintanilla o María Moreno.

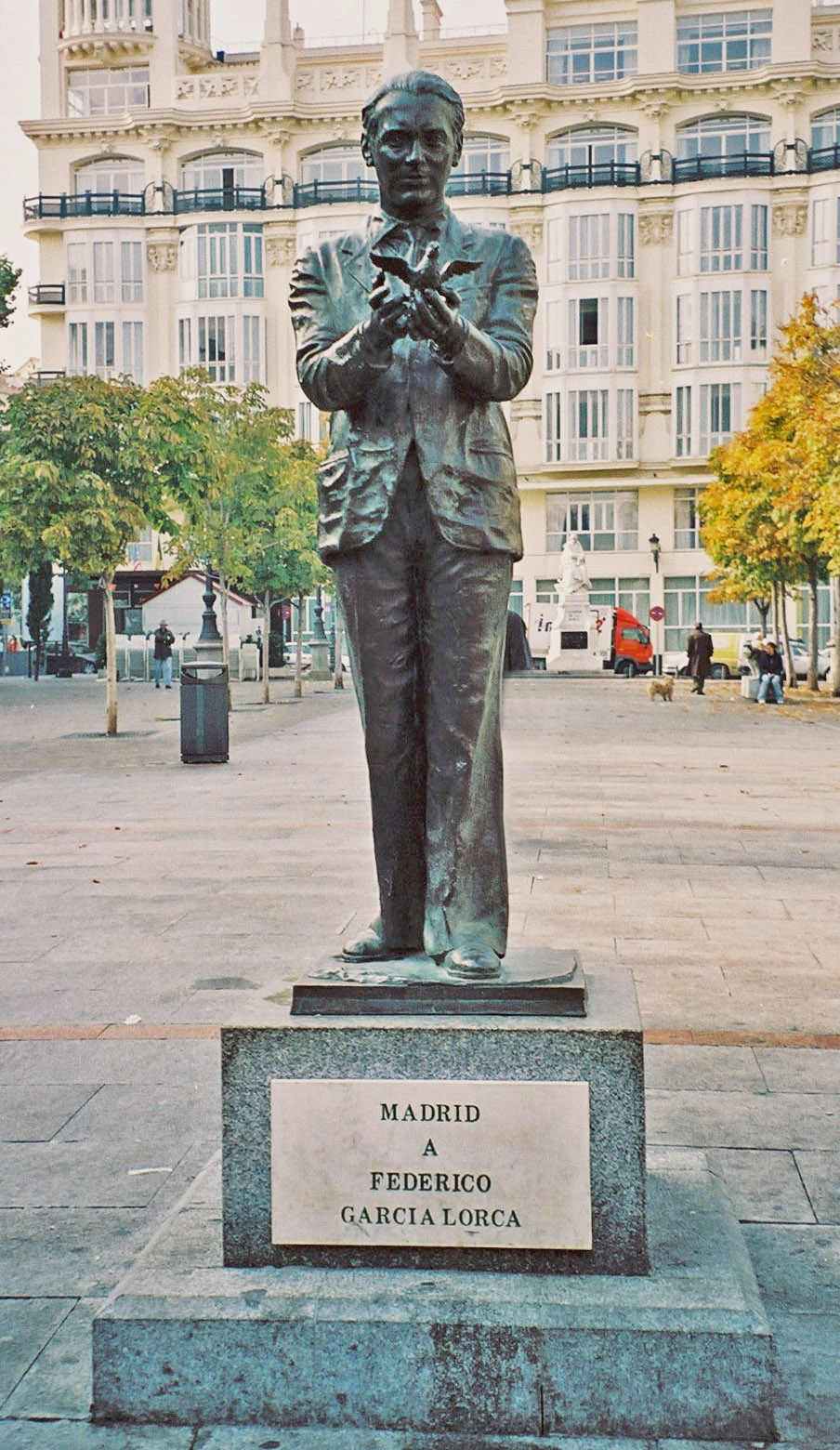
Estatua de Federico García Lorca, Madrid.

Un recorrido por sus exposiciones podría ser: 
- 1965. Galería Juana Mordó. Madrid
- 1973. Galería Juana Mordó. Madrid; Galería Juana de Aizpuru. Sevilla
- 1975. Fundación "Rodríguez Acosta". Granada
- 1979. Galería Maese Nicolás. León
- 1980. Exposición Antológica, Palacio de Cristal del Retiro. Madrid; Exposición Antológica, Caja de Ahorros de Asturias. Oviedo, Gijón
- 1981. Exposición: maqueta y dibujos para el Proyecto de Monumento a Andrés Segovia, Casa de Cultura de Linares. Linares
- 1982. Exposición Antológica en el Museo Nacional de Escultura. Valladolid
- 1983. Exposición Antológica, Institución Cultural "El Brocense", Monasterio de San Francisco. Cáceres; Exposición Antológica en la Fundación Santillana, Santillana del Mar
- 1985. Fundación "Rodríguez Acosta". Granada; Exposición de dibujos: Proyecto de Escultura de Federico García Lorca, Teatro Español. Madrid
- 1986. Sala Luzán, Caja de la Inmaculada, Zaragoza
- 1987. Sala de Exposiciones de la Caja de Ahorros de Alicante y Murcia. Alicante
- 1989. Exposición Retrospectiva en Cultural Rioja, Sala Amós Salvador (Logroño) y Museo de Albacete.
- 1990. Museo Barjola. Gijón; Casa Municipal de Cultura de Avilés.
- 1995. Exposición Antológica: Obra 1960-1995, Sala de Exposiciones de Plaza de España. Madrid
- 1997. Galería Leandro Navarro. Madrid
- 1998. "La realidad paralela", Caja de Asturias. Oviedo
- 2005. "La escultura durmiente. Julio López Hernández, el dibujo como proceso", Sala Cultural Cajastur, Oviedo
- 2016. "El camino inverso", Real Academia de Bellas Artes de San Fernando, Madrid.

Sus obras se pueden encontrar en:
- Museo Nacional Centro de Arte Reina Sofía, Madrid.
- Museo Nacional de la Moneda, Madrid.
- Museo de Figueira de Foz, Portugal.
- Museo de Arte Contemporáneo, Sevilla.
- Museum Atheneum, Helsinki.
- Muzeum Sztuki Medalierskiej, Varsovia.
- Musèe de Sculpture en Plein Air, Middelheim, Amberes.
- Colección de Arte del siglo XX. Casa de la Asegurada, Alicante.
- Museo de Bellas Artes de Alava, Vitoria.
- British Museum, Departamento de Medallas, Londres.
- Museo de Arte Contemporáneo, casa de los Caballos, Cáceres.
- Museo Nacional de Escultura, Valladolid.
- Museo Vaticano, Roma.
- Colección Fundación Juan March, Madrid.
- Museo al aire libre de Hakone, Japón.
- Sala Juan de Villanueva, Museo del Prado, Madrid.
- Palais de l'Europe, Strasburg.
- Chase Manhattan Bank, New York.
- Auditorio Nacional de Música, Madrid.
- Colección Amigos del Arte Contemporáneo, Madrid.
- Colección ICO, Istituto de Crédito Oficial, Madrid.
- Real Academia de Bellas Artes de San Fernando, Madrid.
- Col-lecció March, Palma de Mallorca.

## Obras públicas

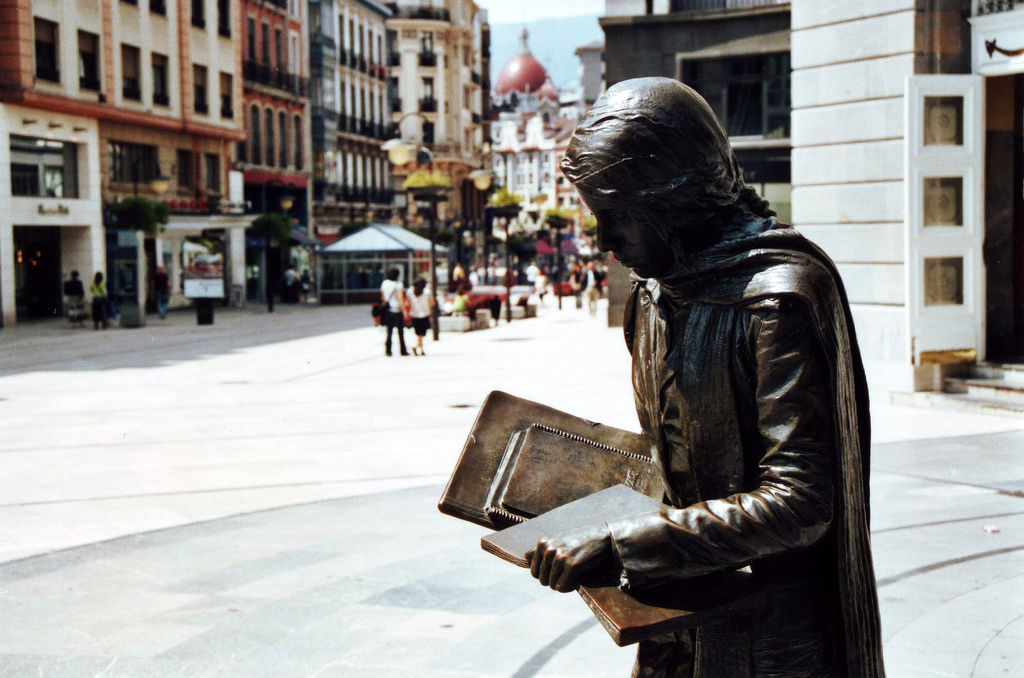
"Esperanza caminando", Teatro Campoamor, Oviedo.

- Torso de Jorge Manrique, 1984, Paredes de Nava, Palencia.[3]
- Monumento a Andrés Segovia, 1982-1985, Linares, Jaén.[3]
- Monumento a Federico García Lorca, 1985-1986, plaza de Santa Ana, Madrid.[3]
- Un pintor para el Prado, 1988-1989, Museo del Prado, Madrid.[3]
- “Formaste de tu amor simetría”, 1991, Glorieta de los Tilos del Jardín Botánico de Madrid.[3]
- Busto de Fernando de los Rìos, 1995-1996, Residencia de Estudiantes Carlos III, Madrid.[3]
- Busto homenaje a Gerardo Diego, 1997-98, Santander (réplica en Madrid.)[3]
- Esperanza caminando, 1998, Teatro Campoamor, Oviedo.[3]
- Monumento al pintor Sebastián Muñoz, 2005, Parque Histórico de Navalcarnero, Madrid.[3]
- Escultura homenaje a las madres "Valdepeñas a sus madres", Plaza de España, Valdepeñas, 2017.